# Кірово (Давлекановський район)
Кі́рово (рос. Кирово, башк. Киров) — село у складі Давлекановського району Башкортостану, Росія. Входить до складу Розсвітівської сільської ради.
Населення — 299 осіб (2010; 251 в 2002).
Національний склад:
- росіяни — 65 %